# Poul Kjærholm

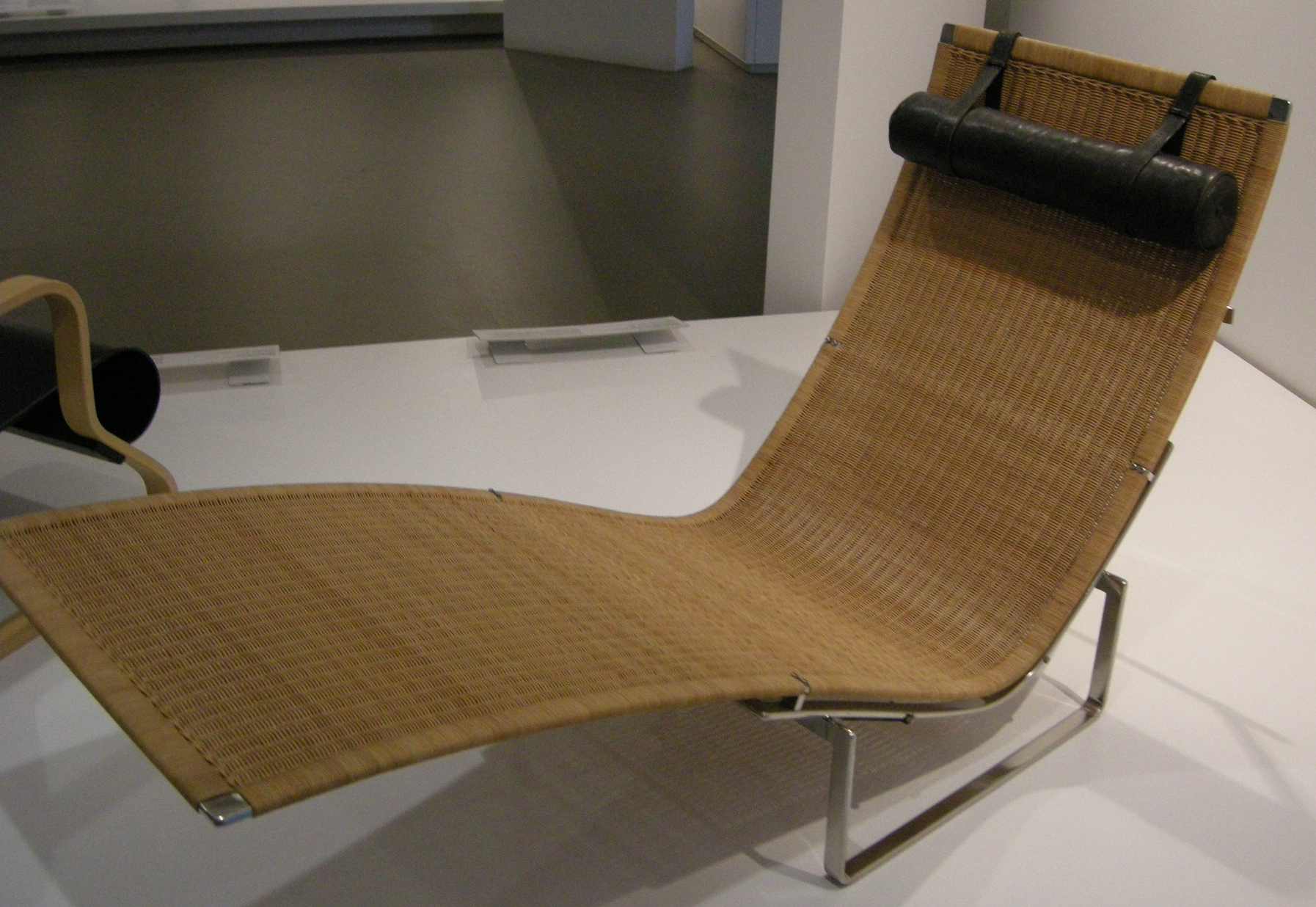
Hammock chair, 1965.

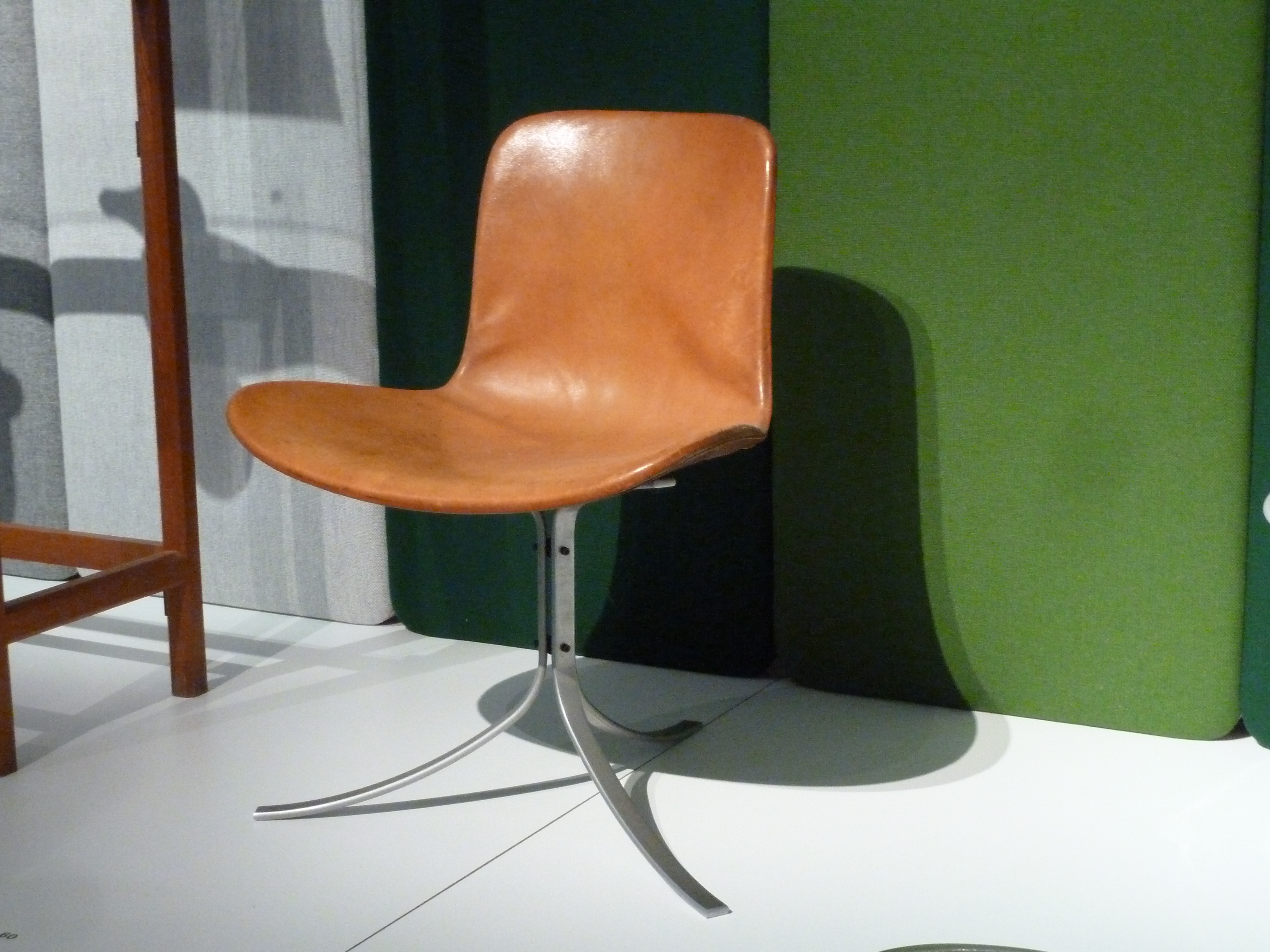
PK 9-stol, 1960.

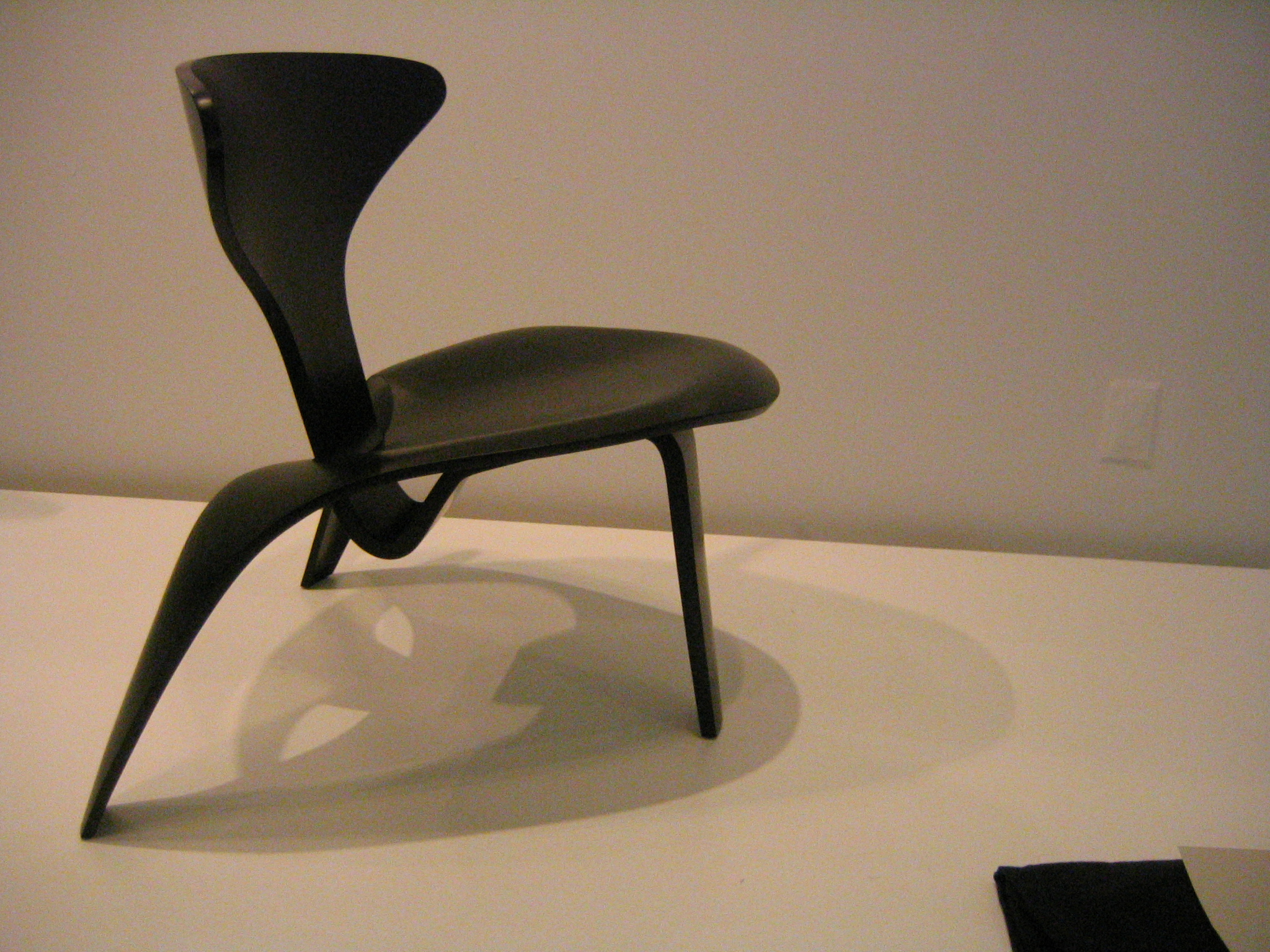
PK 0, 1952.

Poul Kjærholm, född 8 januari 1929 i Østervrå, död 18 april 1980 i Hillerød, var en dansk möbelarkitekt.
Poul Kjærholm utbildade sig till snickare i Hjørring 1949 och på Kunsthåndværkerskolen i Köpenhamn fram till 1952. Han var lärare på Kunstakademiets Møbelskole, efter 1976 som professor. 
Poul Kjærholm hade ett minimalistiskt formspråk och använde sig i sina möbler av stål, glas och läder. Han har tilldelats flera utmärkelser, bland annat Lunningpriset 1958 och Eckersbergmedaljen 1960. Han var gift med arkitekten Hanne Kjærholm.
År 1965 hade han och fotografen Keld Helmer-Petersen en gemensam utställning "Strukturer" på Ole Palsby Galleri i Köpenhamn.